# Laccophilus quadrisignatus
Laccophilus quadrisignatus är en skalbaggsart som beskrevs av François Louis Nompar de Caumont de Laporte 1835. Laccophilus quadrisignatus ingår i släktet Laccophilus och familjen dykare. Inga underarter finns listade i Catalogue of Life.